# TomSka
TomSka, pseudonimo di Thomas James Ridgewell (Essex, 27 giugno 1990), è uno youtuber, regista e produttore cinematografico britannico, fondatore della società di produzione multimediale Turbopunch Ltd.

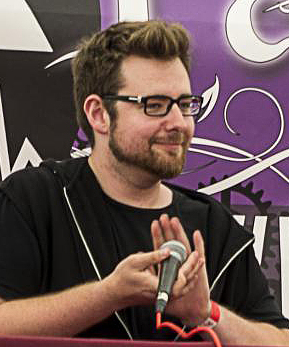
Thomas Ridgewell nel 2016

È noto per le sue serie web comiche Asdfmovie, Eddsworld e Crash Zoom . A novembre 2020, il suo canale YouTube ha oltre 6,68 milioni di iscritti ei suoi video hanno raccolto oltre 1,6 miliardi di visualizzazioni.

## Biografia
Da bambino, Ridgewell ha realizzato cortometraggi utilizzando la videocamera dei suoi genitori. Poco dopo la fondazione di YouTube, Ridgewell ha creato CakeBomb, un sito web dove ha inviato i suoi progetti, tra cui il suo animato asdfmovie e la web serie del suo amico Edd Gould  Eddsworld. Ridgewell si è laureato all'Università di Lincoln dove ha studiato Produzione multimediale e durante gli studi ha creato una serie di pubblicità non ufficiali per l'università che hanno ricevuto milioni di visualizzazioni.
In qualità di YouTuber professionista, Ridgewell guadagna denaro dalle entrate sui suoi video sul sito web. È stato discusso e intervistato in relazione a questo, soprattutto quando il mezzo di video online era agli inizi. È apparso come ospite in The One Show della BBC e ha creato cortometraggi per Comedy Central .
Nell'ottobre 2007, Ridgewell ha creato un canale secondario chiamato DarkSquidge. A settembre 2020  , il canale ha oltre 1 milione di iscritti e oltre 144 milioni di visualizzazioni. Sebbene il suo canale principale sia composto da sketch e animazioni, DarkSquidge mostra retroscena di progetti e video correlati, oltre a vlogging .  Ridgewell si occupa anche di temi sociali, coprendo una serie di argomenti come la salute mentale, sessuale, e body positivity.  Da aprile 2016 a febbraio 2018, ha caricato vlog settimanali sul canale in una serie denominata Last Week .
Nel 2008, Ridgewell ha rilasciato il primo episodio di asdfmovie, una serie di sketch animati con brevi clip di personaggi disegnati con stile minimalista in situazioni surreali e occasionalmente dark . La canzone <i>Beep Beep I'm a Sheep</i> del musicista canadese LilDeuceDeuce con la voce di Ridgewell e Gabriel Brown, in occasione di asdfmovie10, è stata inclusa nel videogioco di ritmo Just Dance 2018 . Un libro basato sulla serie asdfmovie, intitolato Art is Dead: the asdf book, è stato scritto da Ridgewell, illustrato da Matt Ley e pubblicato da Little Brown il 22 ottobre 2015. Un secondo libro intitolato Sam Kills Christmas, scritto da Ridgewell e Eddie Bowley con illustrazioni di Dorina Herdewijn, è stato pubblicato l'8 novembre 2018.
Nel 2012, Ridgewell ha fondato la società di produzione multimediale, TurboPunch Ltd., con sede a Londra . Attualmente lavora lì insieme al co-sceneggiatore Eddie Bowley e al video editor Elliot Gough. Ridgewell è diventato anche il produttore di Eddsworld dopo che il creatore dello spettacolo, Edd Gould, è morto di leucemia . Ha lasciato la serie nel 2016, cedendo lo spettacolo all'animatore Matt Hargreaves.
Nel febbraio 2013, Ridgewell è apparso sulla copertina di Wired UK come parte di un approfondimento intitolato "How YouTube Reinvented the Entertainment Business". Nel maggio 2013, è stato presentato nella prima settimana della commedia di YouTube come ospite per la serie della settimana dei geek ad agosto.
Nel 2014, Ridgewell, in collaborazione con lo sviluppatore di videogiochi Pixel Spill Studios, ha creato il gioco KatataK, uno sparatutto a scorrimento laterale per dispositivi iOS e Android . Nel settembre 2014, la BBC ha annunciato che Ridgewell sarebbe apparso come presentatore ospite al Dan and Phil Show su BBC Radio 1 .
Nel 2016, Ridgewell ha filmato diversi sketch con la BBC per un potenziale sketch show su BBC Three .
Nel 2019, Ridgewell ha sviluppato un gioco di carte basato su asdfmovie in collaborazione con Big Potato Games chiamato Muffin Time: The Random Card Game . Ha raccolto oltre 1.000.000 £ per il gioco su Kickstarter .

## Vita privata
La sorella gemella di Ridgewell, Amelia, è morta in età prenatale dopo che la madre ha riportato ferite in un incidente d'auto.
È cresciuto come testimone di Geova ma non pratica più questa fede. Nonostante ciò, ha espresso la speranza in un potere superiore.
Sebbene non sia principalmente un musicista di professione, Ridgewell ha suonato il basso in diversi video, tra cui "Guitar Warfare" e "Mine Turtle" come artista in primo piano con LilDeuceDeuce.
Ha appoggiato il partito laburista alle elezioni generali del Regno Unito del 2017 e ha espresso la sua opposizione sia alla Brexit che al partito conservatore .

## Opere
- Art is Dead: the asdf book (2015, Little Brown Book Group,ISBN 9780751563047)
- Sam Kills Christmas (2018, Little Brown Book Group,ISBN 0751563056 )